# Línea 562 (Interurbanos Madrid)
La línea 562 de la red de autobuses interurbanos de Madrid une el intercambiador de Aluche (Madrid) con Pozuelo de Alarcón.

## Características
Esta línea une el intercambiador de Aluche (Madrid) con Pozuelo de Alarcón, en un trayecto de 45 minutos de duración.
La línea no mantiene los mismos horarios todo el año, desde el 1 al 31 de julio se reducen el número de expediciones y se reducen aún más durante el mes de agosto, además de los días excepcionales vísperas de festivo y festivos de Navidad en los que los horarios también cambian y se reducen.
Está operada por Avanza Movilidad Integral mediante la concesión administrativa VCM-601 - Madrid – Pozuelo de Alarcón –  Majadahonda – Alcorcón (Viajeros Comunidad de Madrid) del Consorcio Regional de Transportes de Madrid.

## Horarios

### 1 septiembre - 30 junio
| Lunes a viernes laborables | Lunes a viernes laborables | Sábados laborables, domingos y festivos | Sábados laborables, domingos y festivos |
| Madrid > Pozuelo           | Pozuelo > Madrid           | Madrid > Pozuelo                        | Pozuelo > Madrid                        |
| 06:40                      | 06:00                      | 07:20                                   | 06:40                                   |
| 06:45                      | 06:30                      | 08:00                                   | 07:20                                   |
| 07:22                      | 07:00                      | 08:40                                   | 08:00                                   |
| 07:28                      | 07:30                      | 09:20                                   | 08:40                                   |
| 07:35                      | 08:15                      | 10:00                                   | 09:20                                   |
| 07:52                      | 08:45                      | 10:40                                   | 10:00                                   |
| 08:22                      | 09:15                      | 11:20                                   | 10:40                                   |
| 08:30                      | 10:00                      | 12:00                                   | 11:20                                   |
| 09:07                      | 10:30                      | 12:40                                   | 12:00                                   |
| 09:20                      | 11:00                      | 13:20                                   | 12:40                                   |
| 09:37                      | 11:45                      | 14:00                                   | 13:20                                   |
| 10:06                      | 12:15                      | 14:40                                   | 14:00                                   |
| 10:52                      | 12:45                      | 15:20                                   | 14:40                                   |
| 11:22                      | 13:30                      | 16:00                                   | 15:20                                   |
| 11:52                      | 14:00                      | 16:40                                   | 16:00                                   |
| 12:37                      | 14:30                      | 17:20                                   | 16:40                                   |
| 13:06                      | 15:00                      | 18:00                                   | 17:20                                   |
| 13:37                      | 15:30                      | 18:40                                   | 18:00                                   |
| 14:22                      | 16:00                      | 19:20                                   | 18:40                                   |
| 14:52                      | 16:15                      | 20:00                                   | 19:20                                   |
| 15:22                      | 16:45                      | 20:40                                   | 20:00                                   |
| 15:52                      | 17:15                      | 21:20                                   | 20:40                                   |
| 16:22                      | 17:45                      | 22:00                                   | 21:20                                   |
| 16:52                      | 18:00                      | 22:40                                   | 22:00                                   |
| 17:06                      | 18:30                      |                                         |                                         |
| 17:37                      | 19:00                      |                                         |                                         |
| 18:06                      | 19:30                      |                                         |                                         |
| 18:37                      | 19:45                      |                                         |                                         |
| 18:51                      | 20:15                      |                                         |                                         |
| 19:22                      | 20:45                      |                                         |                                         |
| 19:52                      | 21:15                      |                                         |                                         |
| 20:22                      | 21:30                      |                                         |                                         |
| 20:37                      | 22:00                      |                                         |                                         |
| 21:06                      | 22:30                      |                                         |                                         |
| 21:37                      |                            |                                         |                                         |
| 22:07                      |                            |                                         |                                         |
| 22:20                      |                            |                                         |                                         |
| 22:52                      |                            |                                         |                                         |
| 23:22                      |                            |                                         |                                         |

### 1 - 31 julio
| Lunes a viernes laborables | Lunes a viernes laborables | Sábados laborables, domingos y festivos | Sábados laborables, domingos y festivos |
| Madrid > Pozuelo           | Pozuelo > Madrid           | Madrid > Pozuelo                        | Pozuelo > Madrid                        |
| 06:40                      | 06:00                      | 07:20                                   | 06:40                                   |
| 06:45                      | 06:30                      | 08:00                                   | 07:20                                   |
| 07:22                      | 07:00                      | 08:40                                   | 08:00                                   |
| 07:35                      | 07:30                      | 09:20                                   | 08:40                                   |
| 07:52                      | 08:15                      | 10:00                                   | 09:20                                   |
| 08:22                      | 08:45                      | 10:40                                   | 10:00                                   |
| 08:30                      | 09:15                      | 11:20                                   | 10:40                                   |
| 09:07                      | 10:00                      | 12:00                                   | 11:20                                   |
| 09:20                      | 10:30                      | 12:40                                   | 12:00                                   |
| 09:37                      | 11:00                      | 13:20                                   | 12:40                                   |
| 10:06                      | 11:45                      | 14:00                                   | 13:20                                   |
| 10:52                      | 12:15                      | 14:40                                   | 14:00                                   |
| 11:22                      | 12:45                      | 15:20                                   | 14:40                                   |
| 11:52                      | 13:30                      | 16:00                                   | 15:20                                   |
| 12:37                      | 14:00                      | 16:40                                   | 16:00                                   |
| 13:06                      | 14:30                      | 17:20                                   | 16:40                                   |
| 13:37                      | 15:00                      | 18:00                                   | 17:20                                   |
| 14:22                      | 15:30                      | 18:40                                   | 18:00                                   |
| 14:52                      | 16:00                      | 19:20                                   | 18:40                                   |
| 15:22                      | 16:15                      | 20:00                                   | 19:20                                   |
| 15:52                      | 16:45                      | 20:40                                   | 20:00                                   |
| 16:22                      | 17:15                      | 21:20                                   | 20:40                                   |
| 16:52                      | 17:45                      | 22:00                                   | 21:20                                   |
| 17:06                      | 18:00                      | 22:40                                   | 22:00                                   |
| 17:37                      | 18:30                      |                                         |                                         |
| 18:06                      | 19:00                      |                                         |                                         |
| 18:37                      | 19:30                      |                                         |                                         |
| 18:51                      | 19:45                      |                                         |                                         |
| 19:22                      | 20:15                      |                                         |                                         |
| 19:52                      | 20:45                      |                                         |                                         |
| 20:22                      | 21:15                      |                                         |                                         |
| 20:37                      | 21:30                      |                                         |                                         |
| 21:06                      | 22:00                      |                                         |                                         |
| 21:37                      | 22:30                      |                                         |                                         |
| 22:07                      |                            |                                         |                                         |
| 22:20                      |                            |                                         |                                         |
| 22:52                      |                            |                                         |                                         |
| 23:22                      |                            |                                         |                                         |

### 1 - 31 agosto
| Lunes a viernes laborables | Lunes a viernes laborables | Sábados laborables, domingos y festivos | Sábados laborables, domingos y festivos |
| Madrid > Pozuelo           | Pozuelo > Madrid           | Madrid > Pozuelo                        | Pozuelo > Madrid                        |
| 06:44                      | 06:00                      | 07:20                                   | 06:40                                   |
| 07:28                      | 06:44                      | 08:40                                   | 08:00                                   |
| 08:12                      | 07:28                      | 10:00                                   | 09:20                                   |
| 08:56                      | 08:12                      | 11:20                                   | 10:40                                   |
| 09:40                      | 08:56                      | 12:40                                   | 12:00                                   |
| 10:24                      | 09:40                      | 14:00                                   | 13:20                                   |
| 11:08                      | 10:24                      | 15:20                                   | 14:40                                   |
| 11:52                      | 11:08                      | 16:40                                   | 16:00                                   |
| 12:36                      | 11:52                      | 18:00                                   | 17:20                                   |
| 13:20                      | 12:36                      | 19:20                                   | 18:40                                   |
| 14:04                      | 13:20                      | 20:40                                   | 20:00                                   |
| 14:48                      | 14:04                      | 22:00                                   | 21:20                                   |
| 15:32                      | 14:48                      |                                         |                                         |
| 16:16                      | 15:32                      |                                         |                                         |
| 17:00                      | 16:16                      |                                         |                                         |
| 17:44                      | 17:00                      |                                         |                                         |
| 18:28                      | 17:44                      |                                         |                                         |
| 19:12                      | 18:28                      |                                         |                                         |
| 19:56                      | 19:12                      |                                         |                                         |
| 20:40                      | 19:56                      |                                         |                                         |
| 21:24                      | 20:40                      |                                         |                                         |
| 22:08                      | 21:24                      |                                         |                                         |
| 22:52                      | 22:08                      |                                         |                                         |

## Recorrido y paradas

### Sentido Pozuelo
| Código | Parada                                  | Común con                                              | Conexiones con Metro y Cercanías | Municipio          | Zona |
| ------ | --------------------------------------- | ------------------------------------------------------ | -------------------------------- | ------------------ | ---- |
| 08381  | Maqueda - Aluche                        | 564                                                    | Aluche                           | Madrid             |      |
| 4301   | Maqueda - Tembleque                     | H 564                                                  |                                  | Madrid             |      |
| 4303   | Campamento                              | H 560 564                                              | Campamento                       | Madrid             |      |
| 08458  | Av. Poblados - Empalme                  | 560 561 561A 561B 563 564 571 572 574 591              | Empalme                          | Madrid             |      |
| 08409  | Ctra. Cchel. a Aravaca - Colonia Jardín | 510A 532 560 561 561A 561B 563 564 571 572 573 574 591 | Colonia Jardín                   | Madrid             |      |
| 08654  | Ctra. M502 - Urb. Los Ángeles           | 560 561 561A 561B 563 564 571 572 573 574              |                                  | Pozuelo de Alarcón |      |
| 08658  | Ctra. M502 - Est. Prado De La Vega      | 560 561 561A 561B 563 564                              | Prado de la Vega                 | Pozuelo de Alarcón |      |
| 16307  | Av. Carrera - Hospital                  |                                                        |                                  | Pozuelo de Alarcón |      |
| 19196  | Av. Carrera - Murillo                   |                                                        |                                  | Pozuelo de Alarcón |      |
| 16312  | Av. Carrera - Francisco Goya            |                                                        |                                  | Pozuelo de Alarcón |      |
| 15640  | Siroco - Tramontana                     | 658                                                    |                                  | Pozuelo de Alarcón |      |
| 11366  | Siroco - RTVE                           | 658                                                    |                                  | Pozuelo de Alarcón |      |
| 08669  | Solano - Centro Comercial               | 564 658                                                |                                  | Pozuelo de Alarcón |      |
| 06349  | Solano - Aquilón                        | 564 658                                                |                                  | Pozuelo de Alarcón |      |
| 09383  | Aquilón - Volturno                      | 564 658                                                |                                  | Pozuelo de Alarcón |      |
| 11646  | Volturno - Cierzo                       | 564 658                                                |                                  | Pozuelo de Alarcón |      |
| 10583  | Abrego - Mistral                        | 564 658 658A                                           |                                  | Pozuelo de Alarcón |      |
| 12441  | Mistral - P.º Hontanar                  | 564 658 658A                                           |                                  | Pozuelo de Alarcón |      |
| 12438  | P.º Hontanar - P.º Finca                | 564 658 658A                                           |                                  | Pozuelo de Alarcón |      |
| 10581  | P.º Finca - Solano                      | 564 658 658A                                           |                                  | Pozuelo de Alarcón |      |
| 10579  | P.º Finca - Prado Del Rey               | 564 658 658A                                           |                                  | Pozuelo de Alarcón |      |
| 10577  | P.º Finca - Est. Somosaguas Centro      | 564 658 658A                                           | Somosaguas Centro                | Pozuelo de Alarcón |      |
| 08711  | Ctra. M502 - Est. Somosaguas Centro     | 560 561 561B 564 658                                   | Somosaguas Centro                | Pozuelo de Alarcón |      |
| 08716  | Ctra. M502 - Est. Pozuelo Oeste         | 560 561 561B 658 3                                     | Pozuelo Oeste                    | Pozuelo de Alarcón |      |
| 08698  | Ctra. M502 - Antena Radio Madrid        | 560 561 561B 658 3                                     |                                  | Pozuelo de Alarcón |      |
| 06884  | Av. Pablo VI - Rumanía                  | 560 561 561A 561B 650B 657 658 815 1 3                 |                                  | Pozuelo de Alarcón |      |
| 09047  | Av. Pablo VI - París                    | 560 561 561A 561B 566 650B 657 657A 658 815 1 2 3      |                                  | Pozuelo de Alarcón |      |
| 06287  | Cirilo Palomo - Chinchón                | 564 656 656A 658 2                                     |                                  | Pozuelo de Alarcón |      |
| 06281  | Sagunto - Cirilo Palomo                 | 564 656A 2                                             |                                  | Pozuelo de Alarcón |      |
| 18284  | Luis Béjar - Pza. Padre Vallet          | 564 656 656A 2                                         |                                  | Pozuelo de Alarcón |      |
| 06479  | C.º Huertas - Casa de Cultura           | 564 656A 2                                             |                                  | Pozuelo de Alarcón |      |
| 10501  | C.º Huertas - Colegio                   | 564 656A 2                                             |                                  | Pozuelo de Alarcón |      |
| 06480  | C.º Huertas - Polideportivo             | 564 656A 2                                             |                                  | Pozuelo de Alarcón |      |
| 09376  | C.º Huertas - Policía Nacional          | 564 656A 2                                             |                                  | Pozuelo de Alarcón |      |

### Sentido Madrid
| Código | Parada                                  | Común con                                              | Conexiones con Metro y Cercanías | Municipio          | Zona |
| ------ | --------------------------------------- | ------------------------------------------------------ | -------------------------------- | ------------------ | ---- |
| 09379  | C.º Huertas - Policía Nacional          | 564 656A 3                                             |                                  | Pozuelo de Alarcón |      |
| 19420  | C.º Huertas - Parque Fuente de la Salud | 564 656A 3                                             |                                  | Pozuelo de Alarcón |      |
| 06475  | C.º Huertas - Polideportivo             | 564 656A 3                                             |                                  | Pozuelo de Alarcón |      |
| 10502  | C.º Huertas - Colegio                   | 564 656A 3                                             |                                  | Pozuelo de Alarcón |      |
| 06476  | C.º Huertas - Casa de Cultura           | 564 656A 3                                             |                                  | Pozuelo de Alarcón |      |
| 18369  | Campomanes - Ctra. Majadahonda          | 564 656 656A 3                                         |                                  | Pozuelo de Alarcón |      |
| 06478  | Antonio Becerril - Javier Fdez. Golfín  | 561 561A 561B 564 566 650B 656 656A 657 3              |                                  | Pozuelo de Alarcón |      |
| 06445  | Antonio Becerril - Ayuntamiento         | 561 561A 561B 564 566 650B 656 656A 657 657A 815 1 2 3 |                                  | Pozuelo de Alarcón |      |
| 08700  | Ctra. Carabanchel - Cirilo Palomo       | 561 561A 561B 564 566 650B 657 657A 658 815 1 3        |                                  | Pozuelo de Alarcón |      |
| 08717  | Ctra. M502 - Est. Pozuelo Oeste         | 560 561 561B 658 2                                     | Pozuelo Oeste                    | Pozuelo de Alarcón |      |
| 16950  | Ctra. M502 - Est. Somosaguas Centro     | 560 561 561B 564 658                                   | Somosaguas Centro                | Pozuelo de Alarcón |      |
| 10578  | P.º Finca - Prado Del Rey               | 564 658 658A                                           |                                  | Pozuelo de Alarcón |      |
| 10580  | P.º Finca - Solano                      | 564 658 658A                                           |                                  | Pozuelo de Alarcón |      |
| 12439  | P.º Hontanar - P.º Finca                | 564 658 658A                                           |                                  | Pozuelo de Alarcón |      |
| 12440  | Mistral - P.º Hontanar                  | 564 658 658A                                           |                                  | Pozuelo de Alarcón |      |
| 10582  | Abrego - Mistral                        | 564 658 658A                                           |                                  | Pozuelo de Alarcón |      |
| 11647  | Volturno - Cierzo                       | 564 658                                                |                                  | Pozuelo de Alarcón |      |
| 09382  | Aquilón - Volturno                      | 564 658                                                |                                  | Pozuelo de Alarcón |      |
| 08670  | Solano - Aquilón                        | 564 658                                                |                                  | Pozuelo de Alarcón |      |
| 08671  | Solano - Centro Comercial               | 564 658                                                |                                  | Pozuelo de Alarcón |      |
| 11365  | Siroco - RTVE                           | 658                                                    |                                  | Pozuelo de Alarcón |      |
| 15639  | Siroco - Tramontana                     | 658                                                    |                                  | Pozuelo de Alarcón |      |
| 16311  | Av. Carrera - Francisco Goya            |                                                        |                                  | Pozuelo de Alarcón |      |
| 19195  | Av. Carrera - Murillo                   |                                                        |                                  | Pozuelo de Alarcón |      |
| 16308  | Av. Carrera - Hospital                  |                                                        |                                  | Pozuelo de Alarcón |      |
| 08659  | Ctra. M502 - Est. Prado De La Vega      | 560 561 561A 561B 563 564                              | Prado de la Vega                 | Pozuelo de Alarcón |      |
| 08708  | Ctra. M502 - Urb. Los Ángeles           | 560 561 561A 561B 563 564                              |                                  | Pozuelo de Alarcón |      |
| 08653  | Ctra. M502 - Gta. Arroyo Meaques        | 560 561 561A 561B 563 564 571 572 573 574              |                                  | Pozuelo de Alarcón |      |
| 08410  | Ctra. Cchel. A Aravaca - Colonia Jardín | 560 561 561A 561B 563 564 571 572 573 574 591          | Colonia Jardín                   | Madrid             |      |
| 3592   | Avenida de los Poblados-Empalme         | 36 H 561 561A 561B 563 564 571 572 574 591             | Empalme                          | Madrid             |      |
| 3209   | Avenida de los Poblados-Aluche          | 131 H 561 561A 561B 563 564                            | Aluche                           | Madrid             |      |
| 08381  | Maqueda - Aluche                        | 564                                                    | Aluche                           | Madrid             |      |